# 재영남일기
재영남일기(在嶺南日記)는 조선 중기의 문신 황사우(黃士祐)가 쓴 일기이다. 필사본. 1책 129장. 규장각한국학연구원 소장.

## 개요
일기는 황사우가 중종(中宗) 13년(1518년) 4월 17일부터 동왕 15년(1520년) 9월 8일까지의 1년 10개월의 기간에 대해 수록했으며, 저자 황사우는 동왕 14년부터 1년 동안 영남도사를 지냈으므로 일기 대부분의 내용은 황사우가 영남도사(嶺南都事)로써 재직하면서 감사를 수행한 일에 대해 다루고 있다(영남도사는 황사우의 관직 생활에 있어 유일한 외직이었다). 감사의 막료로써 황사우가 보고 들은 지방 행정의 갖가지 모습, 지방 관료들의 일상, 지방에서의 관민의 움직임 등이 주요 내용이다.
중종 14년(1519년) 12월 22일에 황사우의 도사로써의 임기는 끝났지만, 병조정랑을 거쳐 사헌부지평에 임명되고도 후임 도사가 올 때까지 황사우는 그대로 영남에 남아 감사를 도와 도사 업무를 이어나갔으며, 3월 5일에야 풍기를 출발해 8일에 서울로 들어갔다.
도사(都事)는 감사 즉 관찰사(觀察使, 종2품)의 수석 보좌관에 해당하며, 품계는 종5품으로 높지 않으나 도내 군현을 돌며 관원들의 근무 행태를 감찰하고 관내 향교의 훈도 및 유생들의 학업을 평가하며 현지 민원을 처리하는 임무를 띠었던 관찰사의 업무를 분담하며 관찰사 유고시에는 관찰사의 업무를 대행하였기에 관찰사에 버금가는 자리라 하여 아감사(亞監司)라고도 불렸다. 재영남일기는 조선 시대 감사급 지방관이 남긴 일기로써는 현존하는 가장 오래된 것이다. 2006년 경북대학교 영남문화연구원에서 탈초 번역하였다.

## 내용
일기에 나타난 황사우의 도사로써의 업무상은 심약, 검률 등의 관속들과 함께 감사를 보좌하는 것이었지만, 감사가 질병 등으로 업무를 처리하지 못할 상황에서는 도사가 감사의 업무를 대행하기도 했다. 감사는 관할지 각 고을을 쉼없이 돌며, 고을 관리들의 근무 성적을 살피고(고평등제) 지방민의 고소를 처리하며, 향교마다 훈도와 유생들에 대한 고강(考講)을 행했다. 또한 고을마다 필요한 서적 간행을 지휘하기도 하고, 매달 보름에 행하는 망궐례(望闕禮)에 참석하거나 지진해괴제 같은 제사에 필요한 향(香)을 조정에 청하는 등도 포함되어 있었다. 《재영남일기》에는 황사우가 근무하던 당시 영남에서 간행한 책의 출판에 소요된 종이 분량과 인쇄 관련 사실, 나아가 특정 군현에서 인쇄에 필요한 종이를 공급하면 책판이 있는 군현(주로 상주, 대구, 안동, 진주 등의 도호부)에서 도서를 찍어 내는 형태로 도서 간행 업무를 분담했던 16세기 조선 사회의 서적 간행의 관행을 엿볼 수 있다.
또한 황사우가 도사로 재직하던 1년 동안 경상감사는 한세환(1518. 12. 20~1519. 4. 23)에서 문근(1519. 6. 24~1520. 2. 29)로 바뀌었는데, 황사우가 부임해 있을 때가 마침 감사의 정기인사가 있던 때였다. 1519년 후반부터 6개월 동안 경상도는 좌 · 우도로 나뉘었다가 이듬해 초에 다시 합쳐지는 행정구역 변화를 겪는데, 문근 역시 경상우도감사였다가 좌우도가 합쳐지면서 경상감사가 되었으나, 기묘사화(己卯士禍) 때에 조광조 등의 당여로 몰려 옥사했다. 《재영남일기》에는 기묘사화 당시 경상도 지역에서 재직 중이던 황사우 주변에서 한양으로부터의 기별을 통해 전해지던 조정의 소식과, 황사우를 포함한 지방 식자층의 분위기에 대해서도 서술하고 있다.
서울 기별을 보고 정국공신을 개정하여 모두 29명만 남겨둔 것을 알았다. 대간이 “공 없는 자가 공신 명부에 들어가 있으니 공신 책봉은 허위다”라고 했기 때문이다. 저녁에 창원부사가 서울 기별을 봉해 말을 달려 보내왔는데, 이 달 16일 자정에 전교하여, 김정, 김식, 조광조, 김구를 변방에 안치하고, 박세희, 박훈, 기준 등은 장 백 대에 고신을 추탈하라 했다는 것이었다. 나는 이 소식을 듣고 감사의 방으로 가서 술을 마셨다. 방으로 돌아와 어제 함께 잤던 사람과 취하도록 마시고 함께 잠들었다.— 《재영남일기》 기묘년(1519년) 11월 24일

황사우는 일기에서 자신의 개인사에 대해서는, 문경향교에서 전임 감사였던 김안국의 시를 보고 차운하여 시를 짓기 권하는 감사 한세환의 권유에 마지못해 시를 짓고, 나중에 그 시를 현판으로 짜서 문루에 걸 것이란 이야기에 “이런 시를 현판으로 걸다니 우습다”(1519년 4월 26일)고 일기에 적는가 하면, 순력 도중에 등에 종기가 나서 예정된 사천 순행도 중지할 정도로 고생하는 감사에게 거머리 치료를 행한 사실(1519년 9월 15일, 16일자)도 실려 있다.

## 참고 문헌
- 규장각한국학연구원 엮음 《일기로 본 조선》(규장각교양총서8) (주)책항아리, 2013년
- 방성혜 《조선 종기와 사투를 벌이다》 시대의창, 2012년
- 안길정 《관아를 통해서 본 조선시대 생활사》 사계절, 2012년

## 같이 보기
- 기묘사화